# Mind Tricks
Mind Tricks – minialbum rosyjskiej grupy muzycznej Flymore

## Lista utworów
1. F.O.n.M. – 4:00
2. Lost – 4:49
3. No One No More – 4:30
4. All 4 Love – 3:53
5. Mind Tricks – 3:15
6. Leasson Learnt – 3:36

## Twórcy
- Maks "Frozt" Morozow – wokal
- Igor "Fly" Muchin – gitara
- Paul "Rage" Jones – gitara basowa
- Gustaf "ThorBo" Bodén – perkusja
- Jonas "Storm" Blomqvist – gitara